# Universal Carrier
Universal Carrier – brytyjski gąsienicowy lekki transporter opancerzony z okresu II wojny światowej, produkowany w kilku wersjach, także jako ciągnik artyleryjski i nośnik uzbrojenia. Popularnie nazywany był także Bren Carrier, z powodu najczęstszego uzbrojenia w karabin maszynowy Bren. Był to najliczniejszy aliancki pojazd opancerzony II wojny światowej.

## Historia
Transporter opancerzony Universal Carrier powstał jako zwieńczenie linii transporterów wywodzących się z ciągnika VA D50, opracowanego przez Johna Cardena i Viviana Loyda w zakładach Vickers w 1935. Dla zmniejszenia kosztów, w konstrukcji VA D50 użyto komponentów produkowanych dla czołgów lekkich i samochodów ciężarowych. Armia brytyjska zamówiła serię pojazdów rozwiniętych z D50, produkowanych od 1935. Wśród nich były różne warianty: transporter ciężkiego karabinu maszynowego  Vickers (356 pojazdów), transporter opancerzony Bren Gun Carrier (Bren Carrier) z ręcznym karabinem maszynowym Bren (1381 pojazdów), transporter rozpoznawczy Scout Carrier (667 pojazdów) i transporter opancerzony dla kawalerii zmotoryzowanej Cavalry Carrier (50 pojazdów). Ponieważ pojazdy te nieco się różniły konstrukcją, zdecydowano opracować dla uproszczenia jeden uniwersalny model, który można było budować w różnych wariantach wyposażenia. Przyjęto go do uzbrojenia w 1939 pod nazwą Universal Carrier, dostawy rozpoczęły się już po wybuchu wojny. Był to uniwersalny transporter, który w zależności od wyposażenia był: pojazdem transportowym, rozpoznawczym, łącznikowym, wozem dowodzenia, ciągnikiem do holowania działa przeciwpancernego kal. 57 mm (6-funtowego). Od wczesnych modeli Universal Carrier odróżniał się "pudełkowatym" nadwoziem  w tylnej części, ze zwiększoną ilością miejsca dla załogi.
Były też wersje bojowe tego transportera uzbrojone w: 
- ciężki karabin maszynowy Vickers kal. 7,7 mm
- karabin maszynowy Bren kal. 7,7 mm
- karabin maszynowy Bren kal. 7,7 mm i karabin przeciwpancerny Boys wz. 37
- moździerz kal. 50,8 mm
- miotacz ognia Ronson lub Wasp

Universal Carrier był używany niemal we wszystkich armiach koalicji antyhitlerowskiej, w tym w Polskich Siłach Zbrojnych na Zachodzie, a poprzez dostawy Lend-Lease w Armii Czerwonej i Ludowym Wojsku Polskim. 
Universal Carrier używany był także przez Wehrmacht po zdobyciu wielu egzemplarzy podczas odwrotu angielskiego korpusu ekspedycyjnego w czasie kampanii francuskiej w 1940. Większość z nich użyto jako nośniki lekkich karabinów maszynowych Bren (wykorzystywano zdobyczną angielską amunicję). Montowano na nich też zdobyczne francuskie armaty przeciwpancerne 2,5 cm PaK 112 (f) i używano podczas walk w Afryce północnej jako wsparcie piechoty. Jedną z adaptacji było zamontowanie 8.8 cm Panzerschreck dla zwalczania broni pancernej z jednoczesnym transportem 6 żołnierzy uzbrojonych w panzerfausty,  użyte przeciwko wojskom lądującym w Normandii. 
Produkowany był w Wielkiej Brytanii, Stanach Zjednoczonych, Kanadzie, Nowej Zelandii, Indiach i Australii.

## Galeria

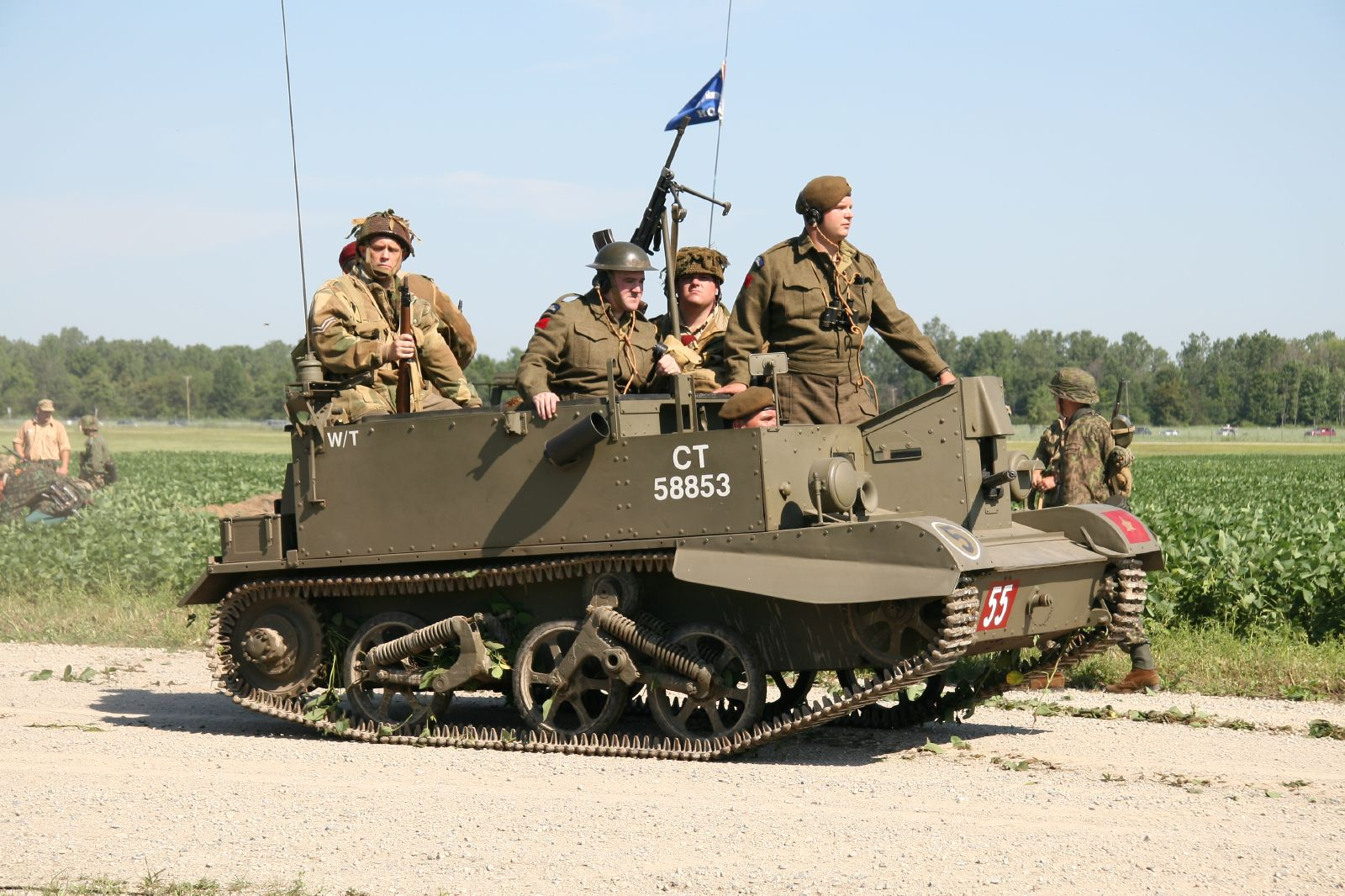
Profil pojazdu
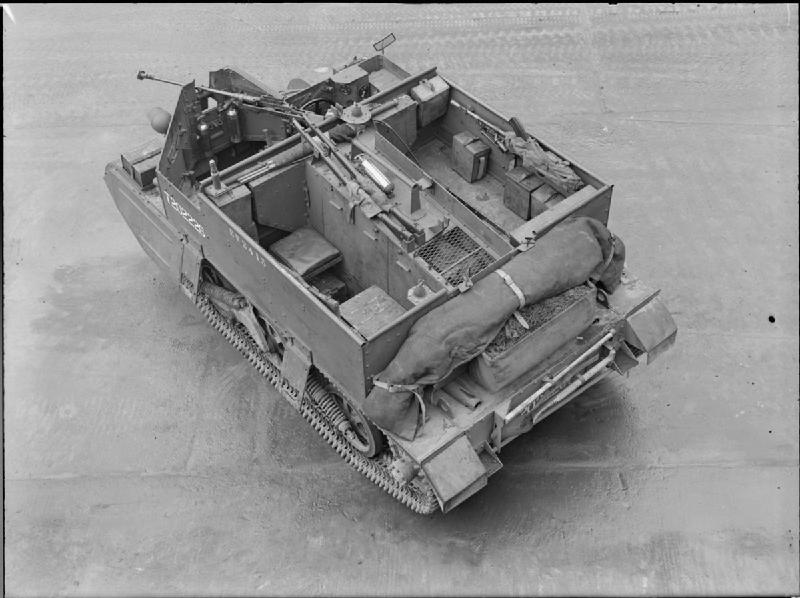
Widok z góry
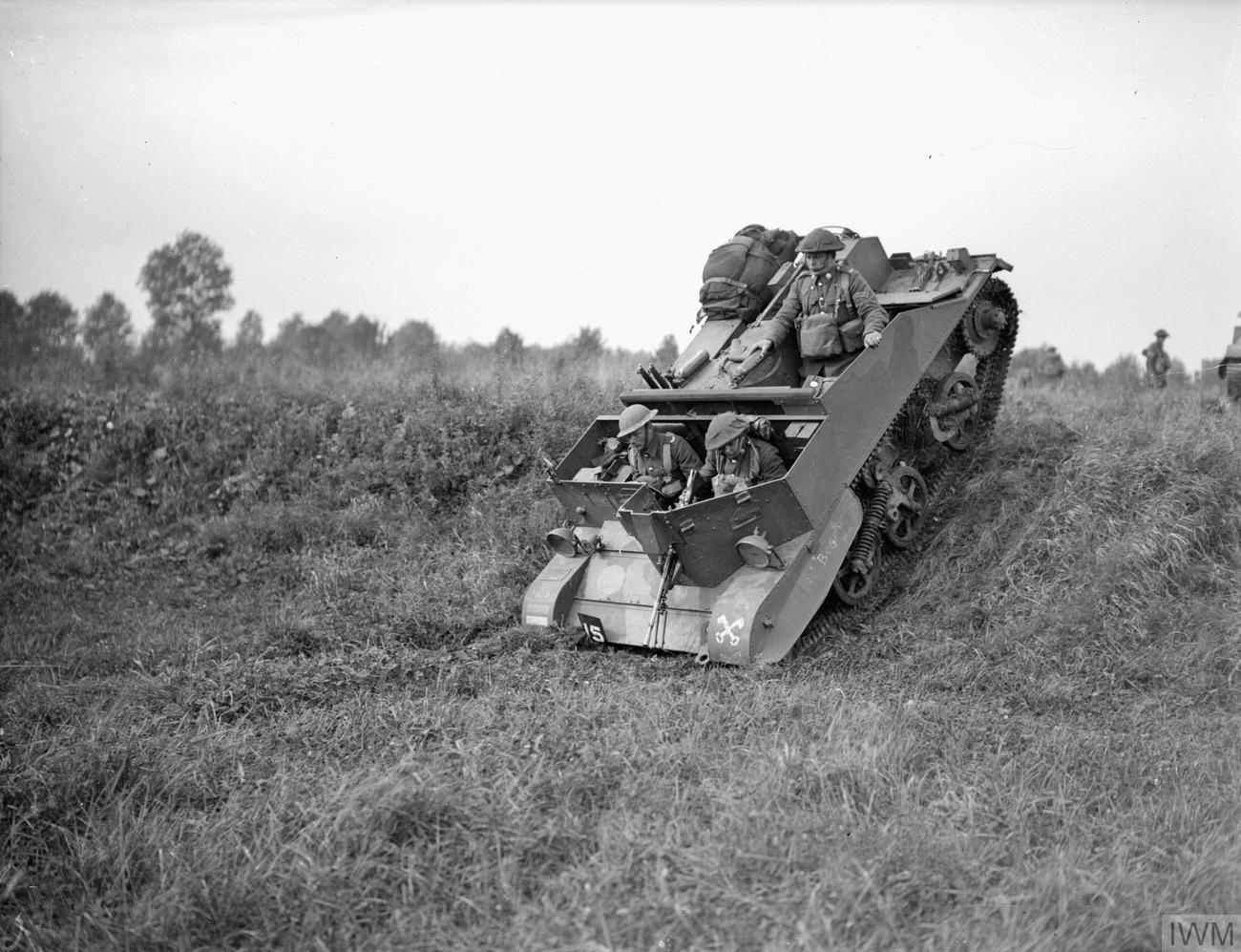
Bren Carrier podczas ćwiczeń we Francji, październik 1939 r.
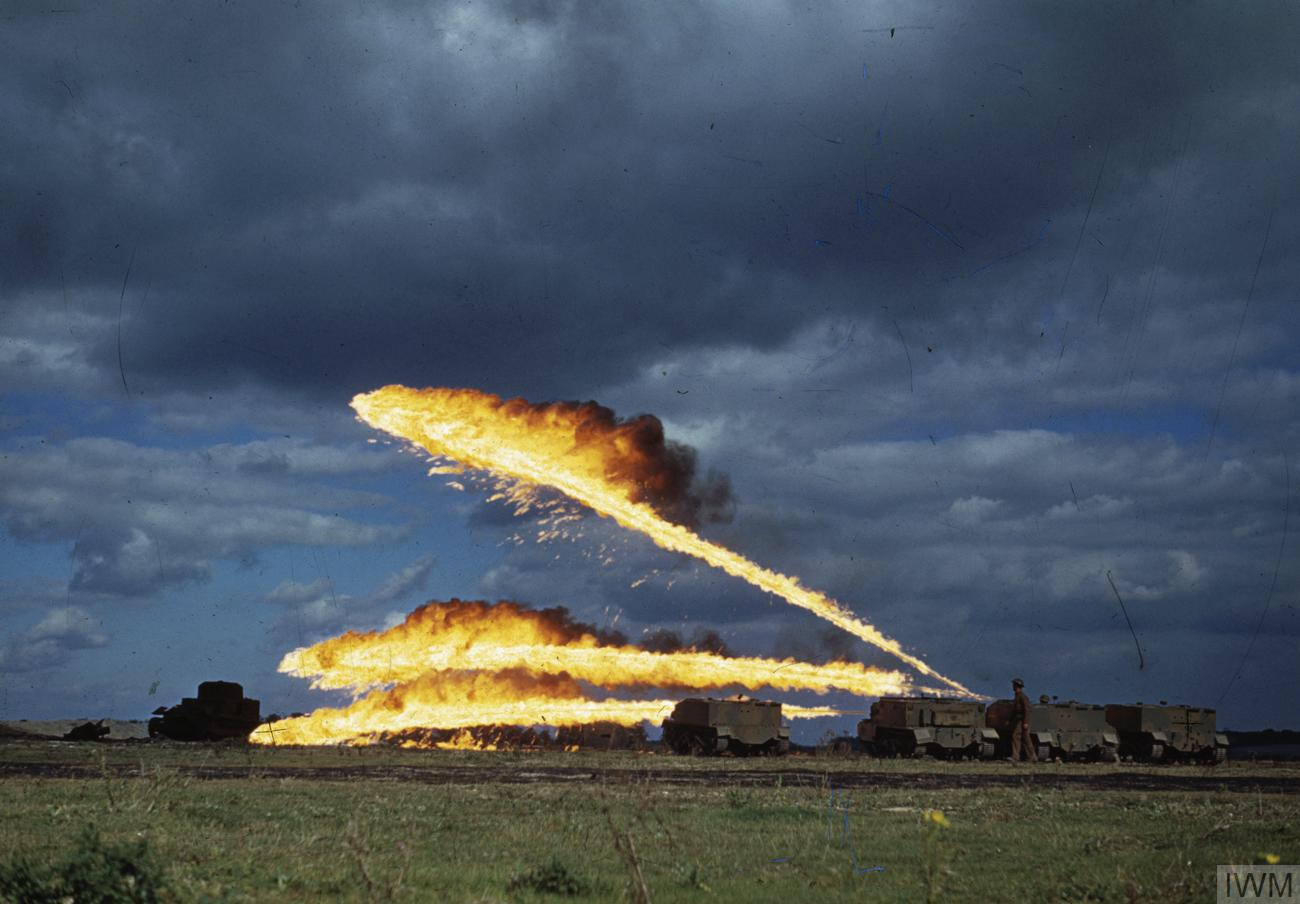
Miotacze ognia Wasp podczas ćwiczeń, 1944 r.